# كورويتا
كورويتا هي بلدة تقع في منطقة راتنابورا في مقاطعة ساباراغاموا في سريلانكا. تقع على بعد 87 كم من كولومبو. يخدمها سكة حديد Sabaragamuwa التي يبلغ طولها 2 قدم و 6 بوصات (762 مم)، وهي فرع من نظام السكك الحديدية الوطنية. وتشتهر بشلال قريب يسمى بوباث إيلا.